# Banchinae
Banchinae sind eine artenreiche, weltweit verbreitete Unterfamilie der Schlupfwespen, die sowohl in gemäßigten Regionen als auch in den Tropen viele Arten umfasst. Weltweit sind mehr als 1.700 Arten in ca. 65 Gattungen beschrieben, es gibt vermutlich noch viele unbeschriebene Arten und Gattungen. In Deutschland sind (Stand 2000) 178 Arten in 12 Gattungen bekannt.
Manche sehr artenreiche Gattungen (z. B. Lissonota und Glypta) sind praktisch weltweit verbreitet und insbesondere in nördlicheren Gebieten mit vielen Arten vertreten. Von Glypta gibt es in Nordamerika 311 Arten.

## Morphologie

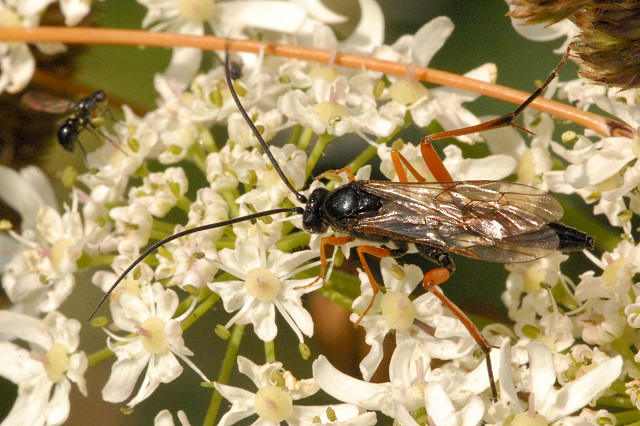
Cryptopimpla caligata, Belgien, Ardennen

Banchinae sind große oder kleine Schlupfwespen, mit einer Vorderflügellänge von 3 bis 16 mm. Sie sind meistens schlank und sind im Habitus ähnlich wie Pimplinae. Meistens sind sie mehr oder weniger schwarz, das Metasoma ist oft rot. Manche Banchinae sind auch schwarz gelb-gestreift. Das Propodeum hat meist keine Längsriefen aber posteriore Querriefen (Carinae).
Die Branchini haben meistens einen kurzen Legebohrer, die Atrophini und Glyptini haben meist einen längeren Legebohrer. Die meisten Arten der Gattung Banchus haben am Scutellum einen nach hinten gerichteten Dorn, ähnlich wie Agriotypus.

## Lebensweise
Banchinae sind Endoparasiten bei Schmetterlingsraupen. Sie töten die Wirte nicht gleich. Die Schlupfwespen-Larven vollenden ihre Entwicklung erst in den erwachsenen Raupen (= Vorpuppen), die dabei getötet werden. Die Branchini befallen Raupen, die sich mehr oder weniger frei bewegen, die Atrophini und Glyptini parasitieren Raupen, die geschützt sind, zum Beispiel in Blättern, oder Blüten oder die in Holz verborgen sind wie Sesiidae und Cossidae. Die Banchinae kommen meistens einzeln vor, aber die Art Lissonota mutator lebt in Aggregationen, sie entwickelt sich in Gruppen von Tortricidae-Raupen.

## Polydnaviridae
Bei den Schlupfwespen der Gattungen Apophua, Glypta und Lissonota wurden Polydnaviren nachgewiesen, ob diese auch bei Banchini vorkommen ist noch nicht klar. Die Viren werden bei der Eiablage auf die Wirte abgegeben. Vermutlich reduzieren sie die Immunreaktion der Wirtsinsekten. Polydnaviren kommen auch bei Campopleginae vor.

## Systematik
Die Banchinae sind vermutlich monophyletisch und gehören mit anderen Unterfamilien zur Gruppe der Ophioniformes (die genauere Systematik ist jedoch noch nicht bekannt).
Die Banchinae werden in drei Triben eingeteilt, die Banchini (11 Gattungen), Atrophini (=Lissonotini) (40 Gattungen) und Glyptini (14 Gattungen) (Stand 2012, inzwischen sind weitere Gattungen beschrieben). Nach früheren Publikationen wurden auch die jetzigen Neorhacodinae und die jetzigen Stilbopinae als Triben der Banchinae angesehen. Nach Bennett et al. sollte die Gattung Notostilbops, die zur Zeit meistens zu den Stilbopinae gezählt wird, zur Tribus Atrophini der Banchinae gestellt werden.

## Einheimische Gattungen
Nach Horstmann (Stand 2000):
Atrophini
- Alloplasta
- Arenetra
- Cryptopimpla
- Lissonota (L. cruentator, L. histrio)
- Syzeuctus

Banchini
- Banchus (B. crefeldensis)
- Exetastes (E. adpressorius, E. calobatus)
- Rynchobanchus

Glyptini
- Apophua
- Cephaloglypta
- Glypta
- Teleutaea